# Chiel van Praag
Michiel (Chiel) van Praag (Amsterdam, 20 mei 1949) is een Nederlandse presentator.

## Biografie
Van Praag is de zoon van de bekende Amsterdamse zanger Max van Praag en de broer van oud-NOS-televisiejournaliste Marga van Praag. Vanaf zijn kinderjaren was hij in de weer met platenspelers en bandrecorders.
In 1969 werd hij gevraagd voor een screentest voor het AVRO televisieprogramma ‘Doebidoe’. Van Praag presenteerde de voorloper van Toppop van in 1969. Hij was toen ook even lid van de muziekgroep High Tide Formation, een voorloper van Kayak. Na zijn televisieoptreden maakte hij de overstap naar de radio. Op Hilversum 2 en 3 maakte Chiel programma's voor de NCRV.
In 1977 begon hij als DJ bij de ‘Veronica Drive In Show’. Daarna werkte hij in de platenzaak van zijn vader. Toen Veronica in mei 1982 de B-status kreeg vroeg Lex Harding aan Chiel of hij in vaste dienst wilde komen werken.
Zijn eerste radioprogramma bij Veronica heette Toeters en Bellen. Dit programma werd op woensdagmiddag van 15:00 tot 17:00 uur uitgezonden op Hilversum 1. Vast onderdeel van het programma was de rubriek Mijn idool. Hierin mocht een fan van een bekende artiest, band of Nederlander in de radio studio zijn idool interviewen. Medio 1983 veranderde de programmanaam in Nederland Muziekland, naar het gelijknamige televisieprogramma. Ook presenteerde hij vanaf zomer 1982 tot en met de zomer van 1992 in de zomermaanden in het kader van "Veronica komt naar je toe deze zomer" met "de grote zomertruuk" live vanaf locatie op Hilversum 1 (vanaf 1 december 1985 Radio 2) Nederland Muziekland. Verder presenteerde hij op zaterdagmorgen in de zendtijd van Veronica op Hilversum 1 het programma Komt voor de bakker.
Bij Veronica was Van Praag onder andere programmaleider radio, vertegenwoordiger van Veronica in diverse NOS-colleges, presentator televisie (o.a. Superchamps’, Nederland Muziekland, Staatsloterijshow).
In de zomer van 1992 zette Van Praag zijn vaste dienstverband bij Veronica om in een freelance overeenkomst. Kort daarna maakte hij de overstap naar de commerciële radiozender Radio 10.
Begin jaren negentig nam Van Praag het boekingsbureau Intershow over, welke o.a. de Veronica Top 40 Drive-In Show en de TROS Drive-In Show verzorgde met presentatie van de Veronica en de TROS Radio 3 dj's.

## Trivia
- In 1977 bracht Chiel de single De eerste keer uit.
- Chiels zoon Maarten van Praag (geboren 1975) maakte deel uit van de Nederlandse band City to City. Zij hadden in 1999 een hit in de Nederlandse Top 40 en de Mega Top 100 met The Road Ahead.